# ياكوف دجوغاشفيلي
ياكوف يوسوفيتش دجوغاشفيلي (بالجورجية: იაკობ იოსების ძე ჯუღაშვილი) (واسمه باللغة الجورجية იაკობ იოსების ძე ჯუღაშვილის و (بالروسية: Я́ков Ио́сифович Джугашви́ли)) وهو الابن الأكبر لجوزيف ستالين زعيم الاتحاد السوفيتي من 1929 إلى 1952 وهو ابن زوجته الأولى كيتيفان سفاندرزه وأخوته غير الأشقاء هم سفيتلانا ستالين وفاسيلي ستالين ولد في يوم 18 مارس 1907 في باجي في روسيا القيصرية، خدم في الجيش الأحمر في الحرب العالمية الثانية، وقد أسره الألمان في سنة 1943 وحاولوا بواسطته إجراء مفاوضات مع الاتحاد السوفيتي إلا أنها فشلت، إلا أنه مات بعد أن أطلق رصاصة على رأسه ويقال أنه انتحر وآخرين يقولون أن النازيين هم من قتلوه يوم 14 أبريل 1943 في معسكر اعتقال زاكسنهاوزن في بلدة أورانينبورغ في ألمانيا النازية.

## روابط خارجية
- ياكوف دجوغاشفيلي على موقع مونزينجر (الألمانية)